# Scuola allievi finanzieri
La Scuola allievi finanzieri, in Italia, è una struttura della Guardia di Finanza, dipendente dall'Ispettorato per gli istituti di istruzione che si occupa di fornire l'addestramento iniziale alle reclute del corpo, avente sede a Bari.
La sede, localizzata a Maddaloni sin dalla sua istituzione, nel 2002 è stata trasferita a Bari. Da essa dipendono la scuola alpina di Predazzo e la scuola nautica di Gaeta.

## Storia
Istituita nel 1906 con sede a Maddaloni, ottiene la sua bandiera nel 1912. Con la soppressione dei Battaglioni Allievi Finanzieri di Rovigo, Mondovì (CN), Cuneo, Portoferraio (LI) e Macerata, avvenute tra il 1998 ed il 1999, ha avuto inizio un processo di riorganizzazione logistica dell'attività addestrativa degli allievi finanzieri, indispensabile per un migliore impiego delle risorse umane e materiali del Corpo.
Questo processo può considerarsi concluso con il provvedimento datato 10 luglio 2001 dell'allora comandante generale della Guardia di Finanza, generale di corpo d'armata Alberto Zignani, che disponeva la riorganizzazione della Legione allievi in relazione sia ai prevedibili volumi dei flussi addestrativi, sia alla recente acquisizione di moderne e confacenti disponibilità infrastrutturali.

## Descrizione
La struttura, con una ricezione di quasi mille posti letto, presenta diverse aule ed un'area sportiva polivalente, con una piazza d'armi ed un poligono di tiro, oltre ad un auditorium e la chiesa della "Natività di Nostro Signore Gesù", cappella della scuola.